# Cassagnabère-Tournas
Cassagnabère-Tournas är en kommun i departementet Haute-Garonne i regionen Occitanien i södra Frankrike. Kommunen ligger i kantonen Aurignac som tillhör arrondissementet Saint-Gaudens. År 2022 hade Cassagnabère-Tournas 467 invånare.

## Befolkningsutveckling
Antalet invånare i kommunen Cassagnabère-Tournas
Referens:INSEE